# Адам Мусял
Адам Мусял (пол. Adam Musiał, 18 грудня 1948, Величка — 18 листопада 2020) — польський футболіст, що грав на позиції захисника. Згодом — футбольний тренер.
Виступав, зокрема, за клуб «Вісла» (Краків), а також національну збірну Польщі.

## Клубна кар'єра
У дорослому футболі дебютував 1967 року виступами за команду клубу «Вісла» (Краків), в якій провів десять сезонів, взявши участь у 227 матчах чемпіонату. Більшість часу, проведеного у складі краківської «Вісли», був основним гравцем захисту команди.
Протягом 1978—1980 років захищав кольори команди клубу «Арка».
У подальшому продовжив виступи в англійському футбольному клубі «Герефорд Юнайтед», за команду якого виступав протягом 1980—1983 років.
Завершив кар'єру гравця у нижчоліговому американському клубі «Іґлз Йонкерз», за команду якого виступав протягом 1985—1987 років.

## Виступи за збірну
1968 року дебютував в офіційних матчах у складі національної збірної Польщі. Протягом кар'єри у національній команді, яка тривала 7 років, провів у формі головної команди країни 34 матчі.
У складі збірної був учасником чемпіонату світу 1974 року у ФРН, на якому команда здобула бронзові нагороди.

## Після закінчення футбольної кар'єри
Після закінчення виступів на футбольних полях Адам Мусял працював помічником головного тренера «Вісли» (Краків), а з жовтня 1989 до березня 1992 був головним тренером команди. Пізніше працював у командах Лехія (Гданськ), Сталь (Стальова Воля) та ГКС. Згодом Адам Мусял працював директором Міського стадіону у Кракові. Помер Адам Мусял 18 листопада 2020 у Кракові.

## Титули і досягнення
- Бронзовий призер чемпіонату світу: 1974